# アレハンドロ・マルドナド・アギーレ

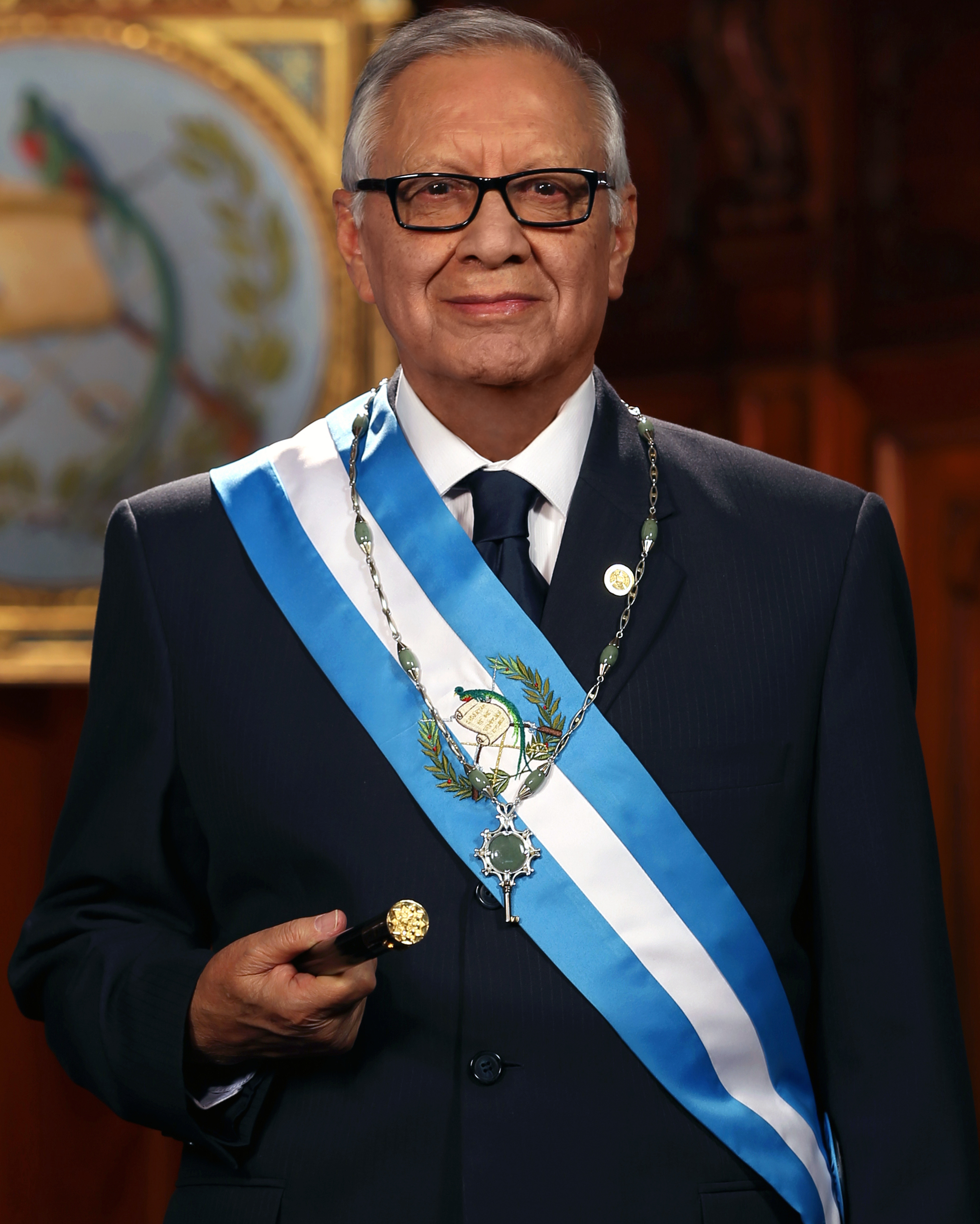
公式の肖像

アレハンドロ・マルドナド・アギーレ（Alejandro Maldonado Aguirre、1936年1月6日 -）は、グアテマラの法学者、政治家。オットー・ペレス・モリーナ大統領が汚職を批判されて辞職した後、任期の残りにあたる2015年9月から2016年1月まで代理のグアテマラの大統領を務めた。

## 経歴
マルドナドはグアテマラシティに生まれ、サンカルロス大学で法学の学位を得た。彼は学者と政治家の両方の活動を同時に行い、軍政時代からの非常に長い経歴を持つ。学者としては30年以上にわたって国際政治・社会学・憲法理論などをサンカルロス大学、ラファエル・ランディバル大学(URL)、フランシスコ・マロキン大学(UFM)で教えた。
政治家としては反共右派の国民解放運動(MLN)の党員であり、革命党のフリオ・セサル・メンデス・モンテネグロが大統領の時代には反対派の議員だった。カルロス・アラナ・オソリオ大統領の時代に教育相をつとめた。キエル・エウヘニオ・ラウヘルド・ガルシアとロメオ・ルカス・ガルシアが大統領の時代にはニューヨークおよびジュネーブの国連大使をつとめた。
1980年には右派の国民刷新党(PNR)を組織した。1982年3月の選挙 (1982 Guatemalan general election) にマルドナドは国民刷新党と中道のビニシオ・セレソのキリスト教民主党(DCG)の連合(UNO)による大統領候補として出馬したが3位に終わった。エフライン・リオス・モントのクーデターによってこの選挙は無効とされた。
翌年オスカル・ウンベルト・メヒア・ビクトレスによってふたたびクーデターが起こされてリオス・モント政権が倒され、1984年に制憲会議が開かれると、マルドナドも議員のひとりとして参加した。新たに制定された民主化憲法のもとで行われた1985年11月の大統領選挙 (1985 Guatemalan general election) ではセレソが当選し、マルドナドも立候補したものの全くの泡沫候補（7位）だった。セレソ政権下では憲法裁判所判事をつとめた。
1990年11月の選挙 (1990–91 Guatemalan general election) で国民刷新党は0.7%の得票率に終わり、党としての存続が不可能になった。この選挙に当選したホルヘ・セラノ・エリアス大統領時代にマルドナドは在メキシコ大使をつとめた。
ラミロ・デ・レオン・カルピオ大統領の下では外相をつとめた。アルバロ・アルス大統領の下ではふたたび憲法裁判所判事に任命された。
アルフォンソ・ポルティージョ大統領時代にはアルス前大統領が新たに作った統一党(PU)に参加した。2003年の選挙で統一党からはマルドナドを含む7人がグアテマラ議会に議席を持った。2005年から翌年にかけて議会の副議長をつとめた。2006年から3度めの憲法裁判所判事をつとめ、アルバロ・コロンおよびオットー・ペレス・モリーナ大統領の時代にも継続してその地位にあった。
2015年4月、ラ・リネアと呼ばれる税関の汚職組織にペレス政権が関与していたことがスキャンダルになり、5月に副大統領のロクサーナ・バルデッティ (Roxana Baldetti) が辞職、マルドナドはその後任の副大統領に選出された。同年9月には大統領本人が辞職・逮捕され、憲法の規定に従って本来の残りの任期にあたる翌年1月までの5か月間マルドナドが大統領代理をつとめた。マルドナドはこのときすでに79歳の高齢だった。同月行われた選挙 (2015 Guatemalan general election) で元コメディアンのジミー・モラレスが次期大統領に選出された。
著書に『犯罪の力学』(La dinámica del delito, 1965)、『犯罪と芸術』(El delito y el arte, 1994)、『グアテマラの憲法』(Las constituciones de Guatemala, 1984)ほかがある。『目撃者の中の目撃者』(Testigo de los testigos, 2004)は自伝的な著作である。